# Al-Chansa

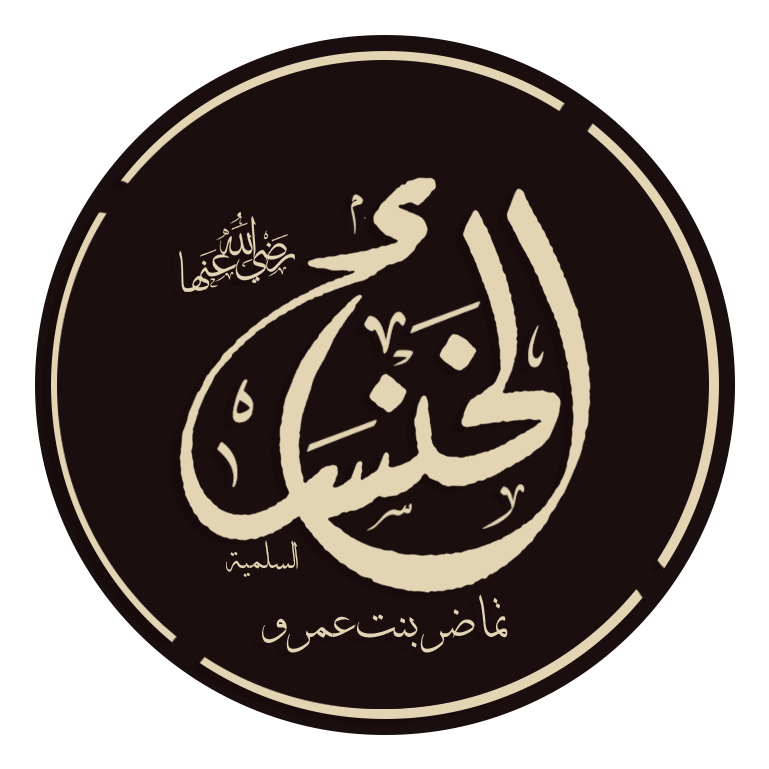
al-Chansas Name in arabischer Kalligraphie

Tumādir bint ʿAmr ibn al-Hārith ibn asch-Scharīd as-Sulamīya (arabisch تماضر بنت عمرو بن الحارث بن الشريد السُلمية, DMG Tumāḍir bt. ʿAmr ibn al-Ḥārith b. aš-Šarīd as-Sulamīya), gewöhnlich als al-Chansāʾ bezeichnet (arabisch الخنساء, DMG al-Ḫansāʾ, was entweder „Gazelle“ oder „Stupsnase“ bedeutet) war eine arabische Dichterin des 7. Jahrhunderts, die 646 gestorben sein soll. Sie ist die bekannteste Dichterin in der arabischen Literatur.
Zu ihrer Zeit bestand die Rolle einer Dichterin darin, Elegien für die Toten zu schreiben und sie für den Stamm in öffentlichen mündlichen Wettbewerben aufzuführen. Al-Chansāʾ erlangte bei diesen Wettbewerben Respekt und Ruhm für ihre Elegien für ihre Brüder Sachr und Muʿāwiya, die im Kampf gestorben waren.

## Leben
Al-Chansāʾ wurde in Nadschd geboren und wuchs in einer wohlhabenden Familie auf. Sie heiratete ‘Abdallah (oder Rawâha) b. ‘Abdal ‘uzzâ as-Sulami, und nach seinem Tode Mirdâs b. Abi Âmir der ebenfalls von ihrem Stamme war. Sie war eine Zeitgenossin Mohammeds und konvertierte schließlich zum Islam.
612 wurde ihr Bruder Muʿawiya von Mitgliedern eines anderen Stammes getötet. Al-Chansāʾ bestand darauf, dass ihr anderer Bruder Sachr Muʿawiyas Tod rächt, was er auch tat. Sachr wurde dabei verwundet und starb ein Jahr später an seinen Wunden. Al-Chansāʾ trauerte in der Poesie um seinen Tod und wurde berühmt für ihre elegischen Kompositionen.
Sie hatte vier Söhne: Yazīd, Muʿāwiya, ʿAmr und ʿAmra, die alle zum Islam konvertierten. Alle vier Söhne wurden in der Schlacht von al-Qādisīya getötet.
Als sie die Nachricht erhielt, trauerte sie nicht, sondern sagte: „Lob sei Allah, der mich mit ihrem Martyrium geehrt hat. Und ich hoffe von meinem Herrn, dass er mich mit ihnen in der Wohnstätte seiner Barmherzigkeit wiedervereinigen wird.“ (arabisch الحمد لله الذي شرفني بقتلهم، وأرجو من ربي أن يجمعني بهم في مستقر رحمته).

## Rezeption

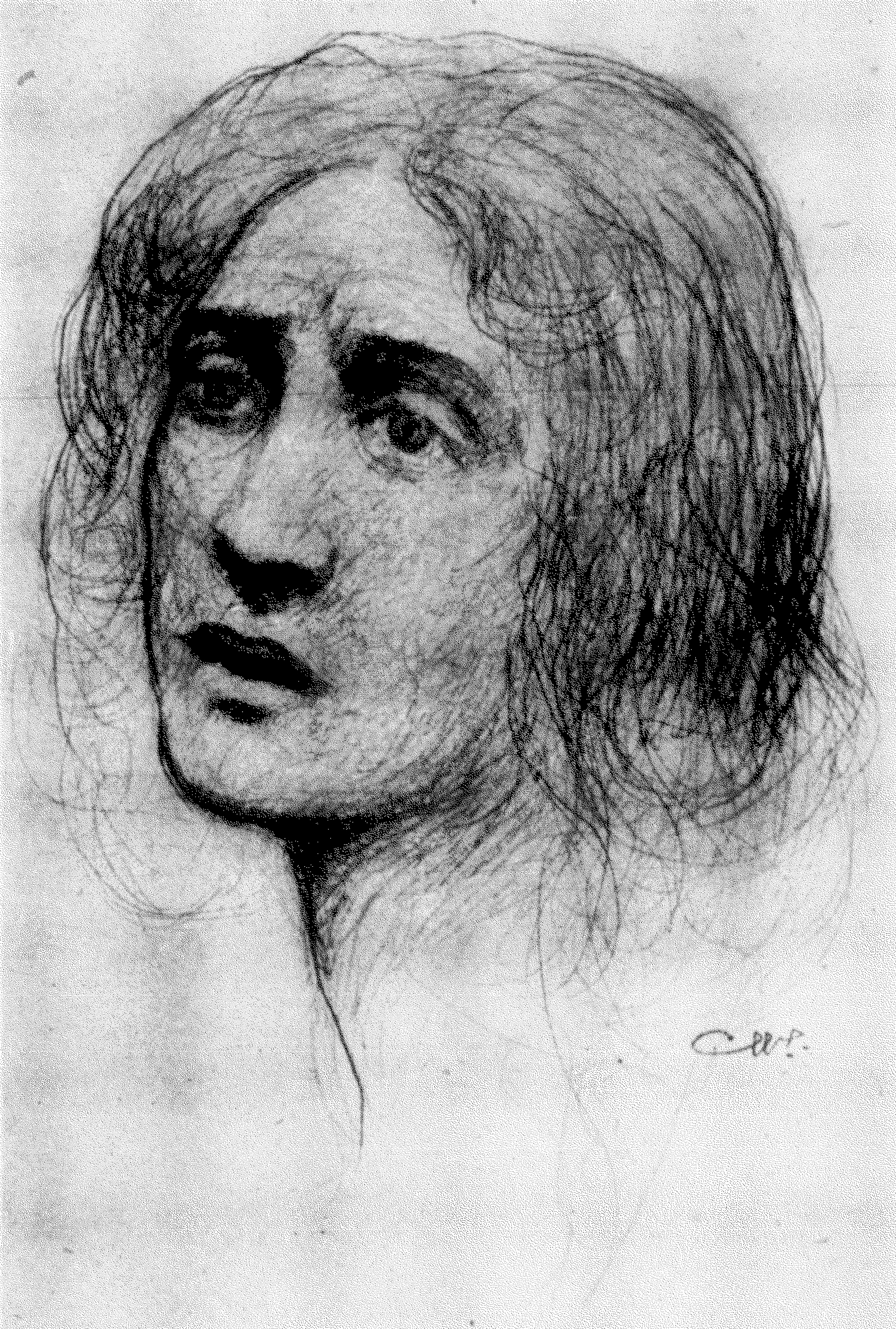
Phantasiezeichnung von al-Chansāʾ von Khalil Gibran, 1917

Die zeitgenössische arabische Dichterin an-Nabigha adh-Dhubyani sagte zu ihr: „Du bist die beste Poetin der Dschinn und der Menschen.“(arabisch إنك أشعر الجن والإنس).
Eine andere Anekdote besagt, an-Nabigha hätte ihr gesagt, „Wenn Abu Basir mir nicht schon vorgetragen hätte, würde ich sagen, Du bist der größte arabische Dichter. Geh, denn Du bist der größte Dichter unter denen mit Brüsten“.